# Macrophiothrix demessa
Macrophiothrix demessa is een slangster uit de familie Ophiotrichidae.
De wetenschappelijke naam van de soort werd in 1861 gepubliceerd door Theodore Lyman.